# Johann Dientzenhofer

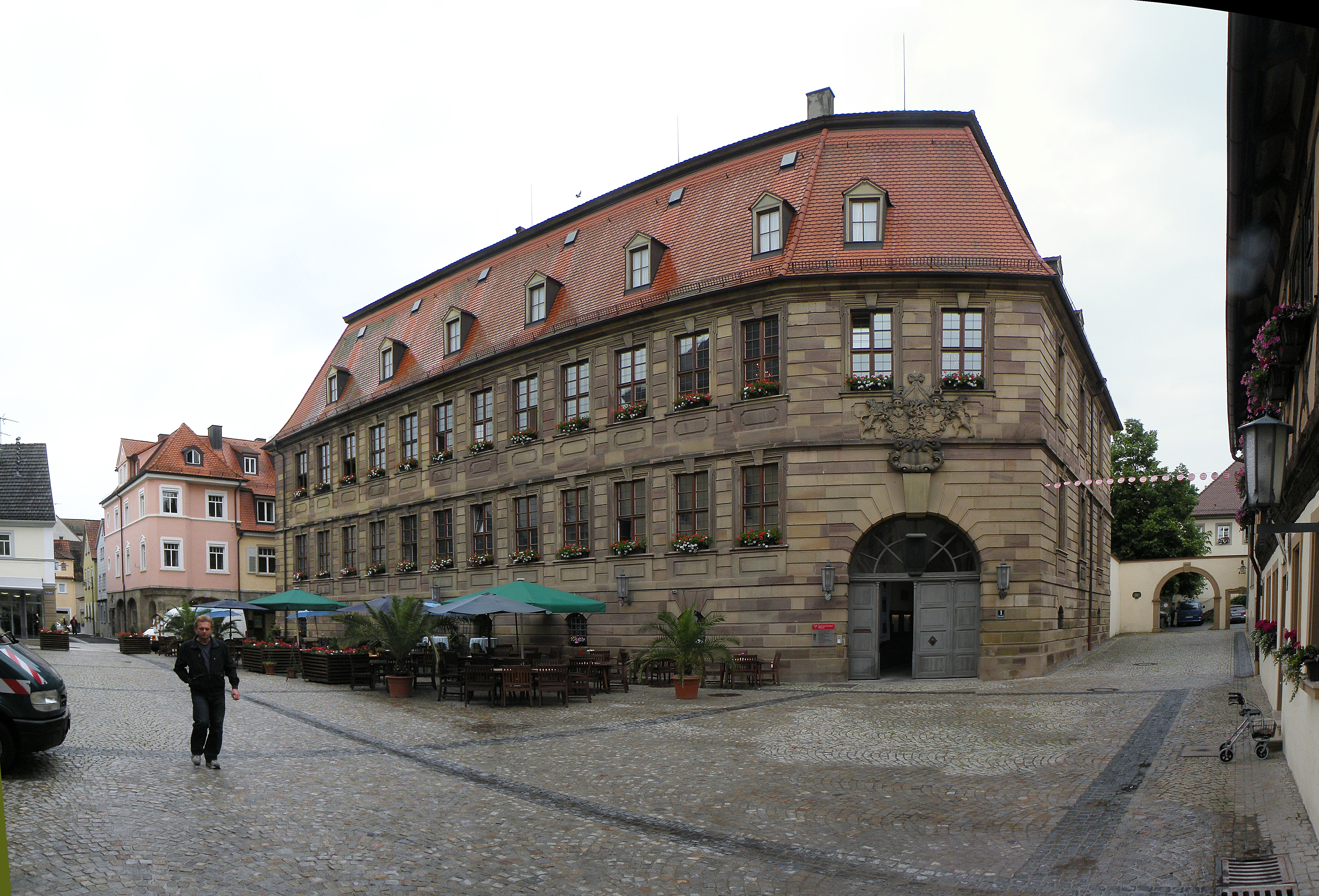
A régi városháza Bad Kissingenben

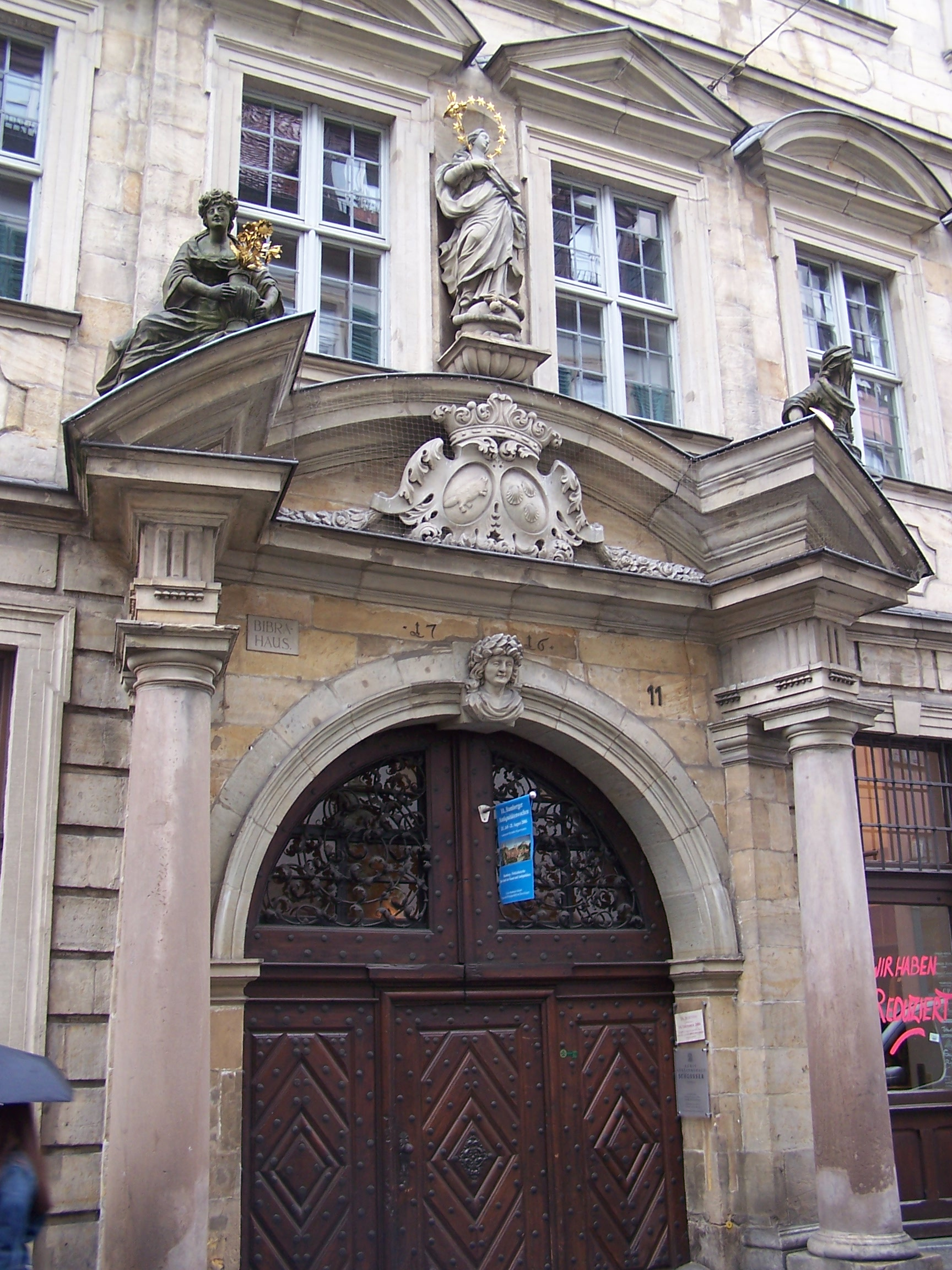
A Bibra-ház Bambergben

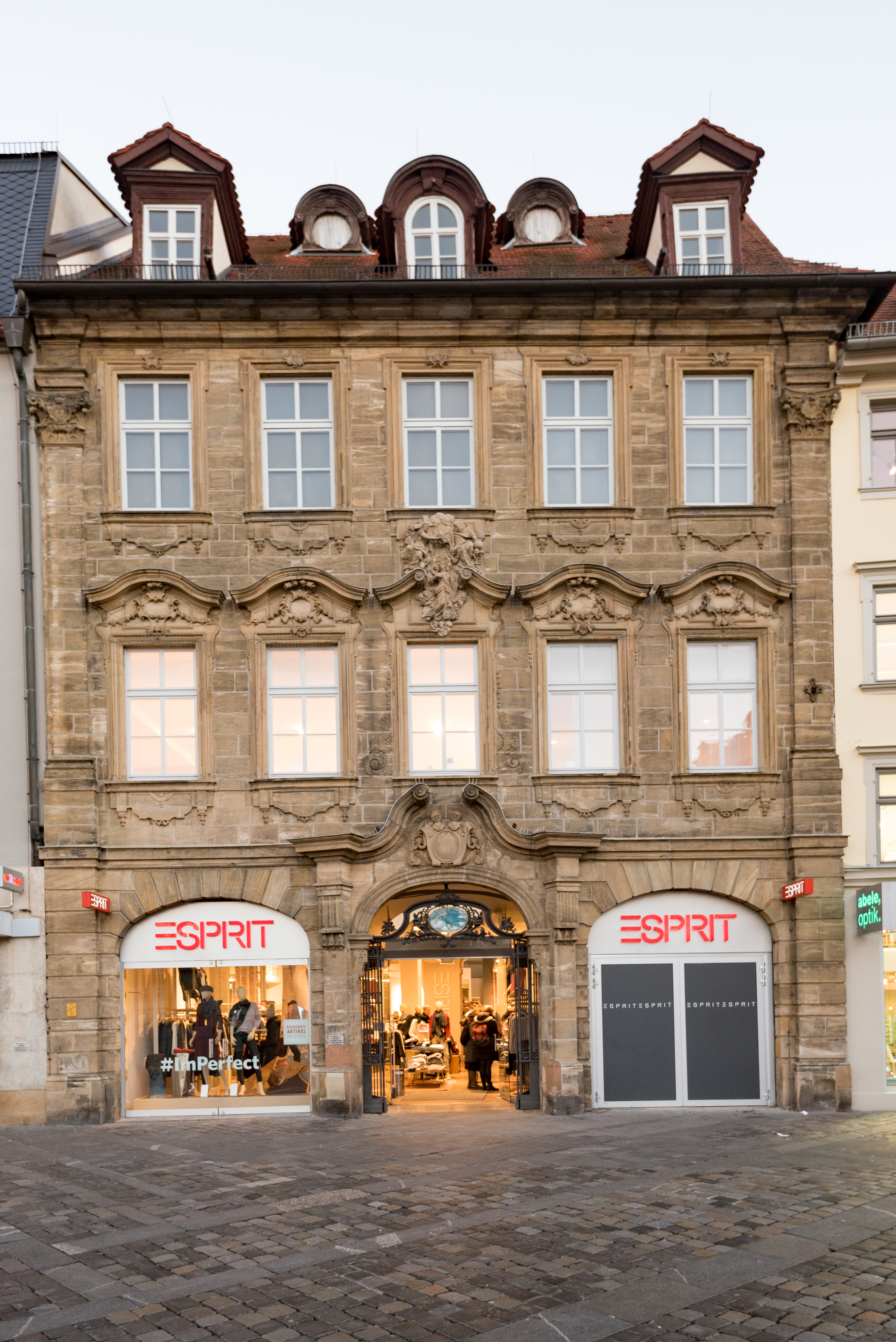
Bamberg, Maximiliansplatz 8.

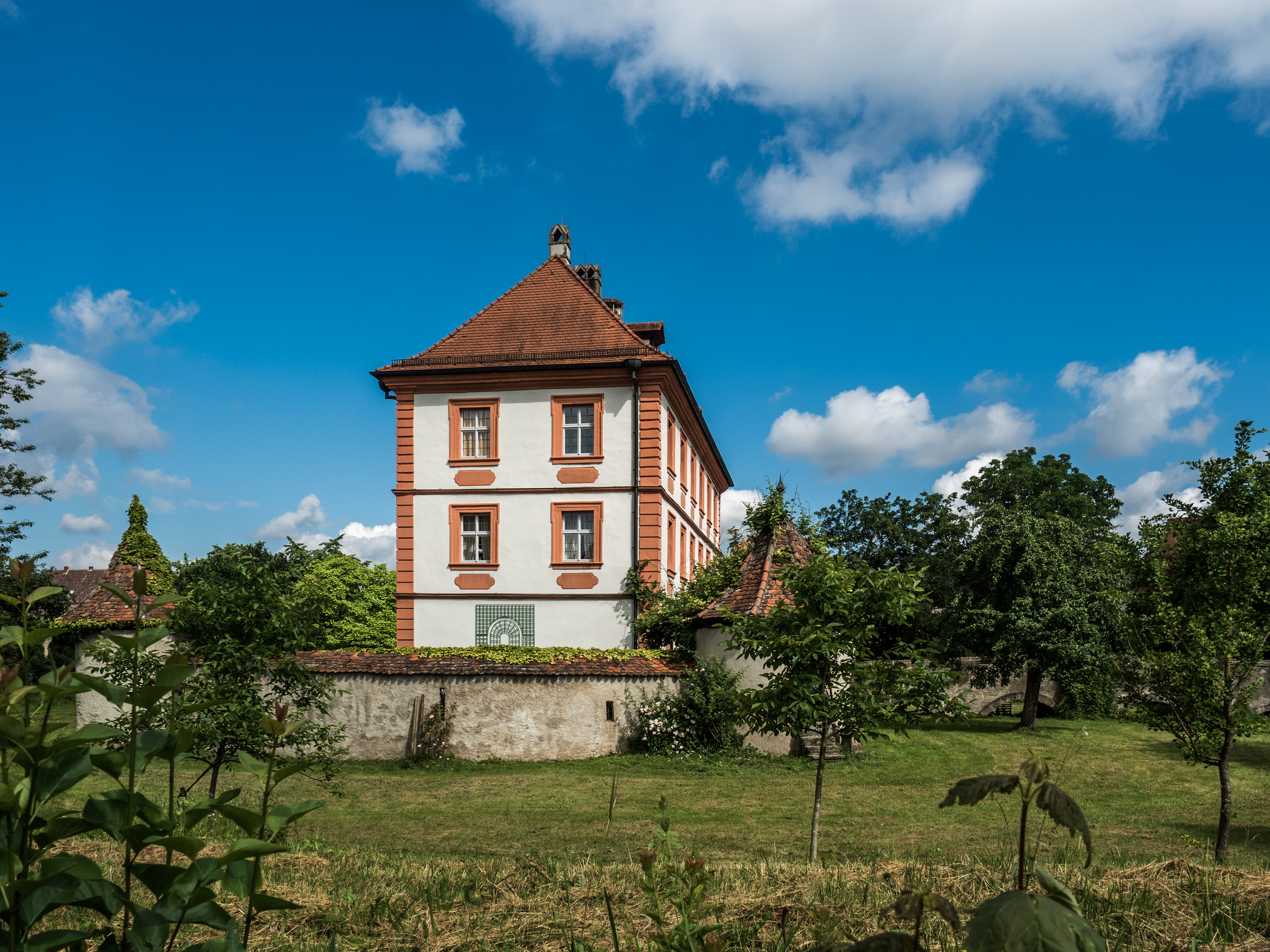
Sambach-kastély, a bajor kulturális örökség része

Johann Dientzenhofer (Sankt Margarethen, Brannenburg közelében, 1663. május 25. – Bamberg, 1726. július 20.) bajor származású, kisebbrészt Dél-Németországban és Ausztriában, nagyobbrészt Csehországban, dinamikus barokk stílusban alkotott építész és építőmester, a bajor Dientzenhofer építészcsalád tagja, a család cseh ágát alapító Christoph  Dientzenhofer építészmester testvére.
Ő volt a család bajor ágának az utókor által legtöbbre értékelt tagja.

## Élete
Egy felsőbajorországi faluban született, Brannenburg közelében. Apja, Georg Dientzenhofer szegény parasztember volt, akinek feleségétől, Barbara Thannertől legalább nyolc gyermeke született. Közülük öt fiú építész lett és nem csak Johann lett híres, hanem fivérei is. A négy fivér:
- George Dientzenhofer (1643–1689),
- Wolfgang Dientzenhofer (1648–1706),
- Christoph Dientzenhofer (1655–1722)
- Leonhard Dientzenhofer (Sankt Margarethen bei Flintsbach, 1660. február 20. – Bamberg, 1707. november 26.).

Itáliában tanulta ki az építészetet (MNL). 1700-tól Fuldában dolgozott, ahol a dóm építése (1704–1712) közben elkészítette a Bieberstein-kastély terveit is.
A banzi egykori bencés apátság templomát öccse, Leonhard Dientzenhofer kezdte el építeni, majd halála (1707) után a munkát Johann fejezte be (1719-ben, MNL).
Öccse, Leonhard (1690–1707) nyomdokába lépve 1711-ben ő lett a bambergi püspök udvari építőmestere (Művlex).
Alapvetően az ő tervei alapján építették (1711–1719) Pommersfeldenben a püspöki kastélyt (Művlex).
.
Egyik fia, Justus Heinrich Dientzenhofer (1702–1744) ugyancsak jeles német építésszé vált.